# 制服军裤条带

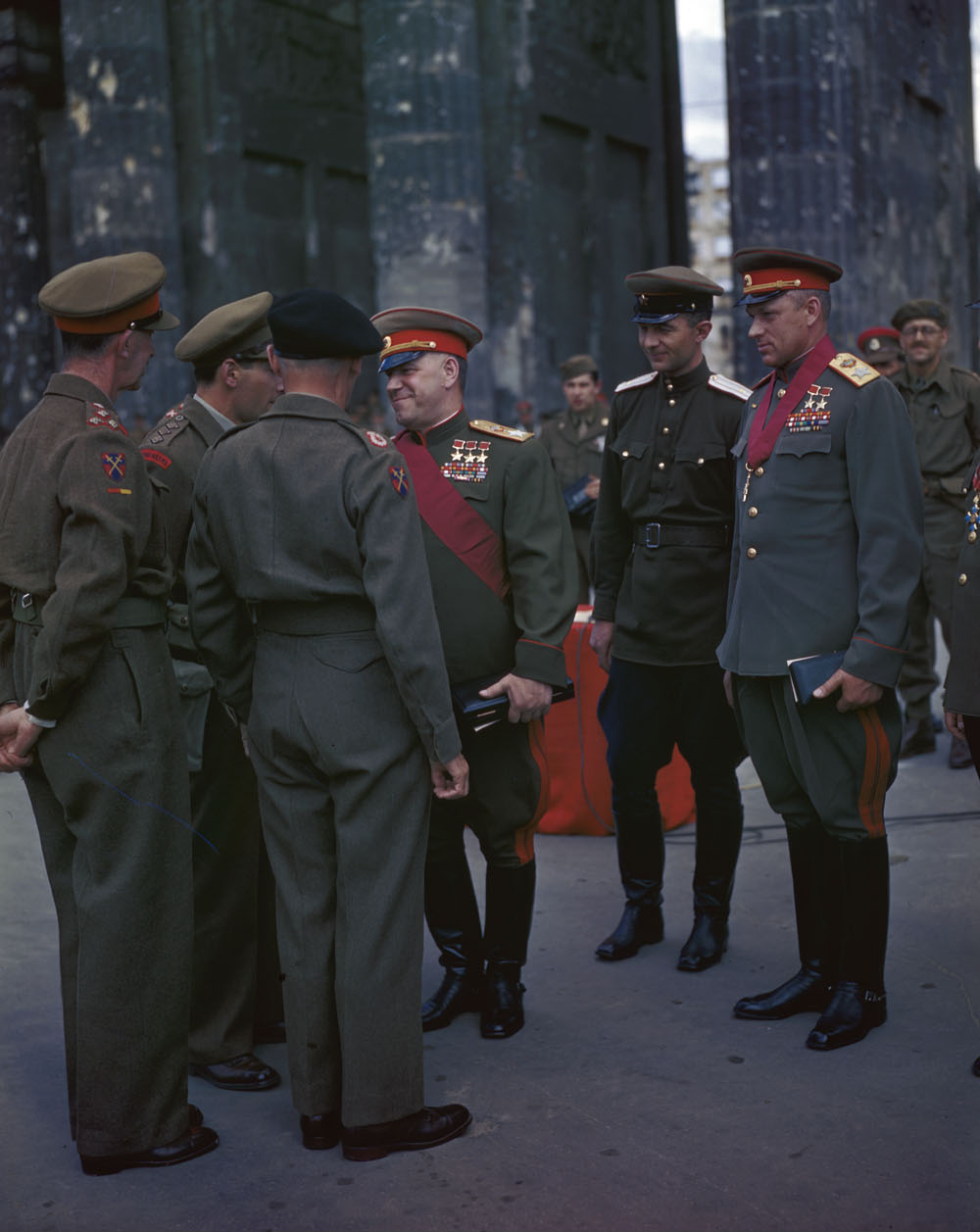
1945年，苏联元帅格奥尔基·朱可夫和康斯坦丁·罗科索夫斯基，從他們的褲子上可以看到制服军裤条带

制服军裤条带指的是一國军队、警察、消防队以及其他公共单位人員的礼服上的裤线条带。

## 德国
至上校衔为止，德国总参谋部军官的军裤条带为胭脂紅，而到了将官级别，军裤条带则与制服主人的兵种色相一致，如空军兵种色为天蓝，那么空军将官的军裤条带也是天蓝色。
1956年起，德國聯邦國防軍的将官军裤不再帶有条带，而东德的國家人民軍、德国人民警察、史塔西以及人民海军的高级军官的将官制服军裤上依旧保留了条带，其颜色亦与制服穿著者的兵种色一致，直至1990年为止。
在当代德国，德國聯邦警察的将官制服军裤上有深绿色条带。

## 今日的制服军裤条带
直至今日，很多国家的军队的礼服或将官常服上依旧带有军裤条带，例如美国陆军骑兵的军裤上還有金色条带。